# 조호르 일본인 학교
조호르 일본인 학교(일본어: ジョホール日本人学校, 영어: The Japanese School Of Johor)은 말레이시아 조호르바루에 있는 말레이시아에 거주하는 일본인을 위한 초등교육, 중등교육을 실시하는 일본인 학교이다. 정식 명칭은 주말레이시아 일본 대사관 일본인 학교(在マレーシア日本国大使館付属日本人学校)로, 개교 이전에는 말레이시아에 거주하는 일본인 학생들은 싱가포르의 일본인 학교에 다녔다. 1997년 4월 15일에 개교하였으며, 현지 학교와도 교류하고 있다. 또한 대부분의 수업이 일본어로 진행된다.